# 郑恩来
郑恩来（英語：Ty Schultz；1997年3月5日—），中文名郑泰，因与周恩来生日相同，姥姥命名郑恩来。中国、加拿大男子冰球运动员。在加拿大出生，有华人血统。身高1.85米，司职后卫。

## 经历
2014–2017在北美顶级青年联赛WHL的梅迪辛哈特老虎队，球风灵动凶猛，教练赠绰号“长城”。2019–2020在北京北体大队。2021年，加盟昆仑鸿星队。加入中華人民共和國国籍入选国家队。2022年在国家队出战。

## 家庭
母亲是中国人Debra Duan，在20世纪90年代移民加拿大。父亲是德国人，姥姥是跳高运动员郑凤荣，也是中国第一位打破世界纪录的运动员，姊姊郑妮娜力也是归化中国田径运动员。